# Новая Анзирка
Новая Анзирка  — село в Елабужском районе Татарстана. Входит в состав Яковлевского сельского поселения.

## География
Находится в северной части Татарстана на расстоянии приблизительно 31 км на запад от города Елабуга на речке Анзирка.

## История
Основано в XVII веке. В 1846—1865 годах построена была Казанско-Богородицкая церковь.

## Население
Постоянных жителей было в 1859—688, в 1887—950, в 1905—919, в 1920—835, в 1926—983, в 1938—1005, в 1958—290, в 1970—205, в 1979—139, в 1989 — 90. Постоянное население составляло 83 человека (русские 93 %) в 2002 году, 74 в 2010.